# Nicholas Georgescu-Roegen
Nicholas Georgescu-Roegen (Costanza, 4 febbraio 1906 – Nashville, 30 ottobre 1994) è stato un economista, matematico e statistico rumeno, fondatore della bioeconomia (o economia ecologica) e della decrescita.
Nato in Romania, si laureò in statistica all'Università Sorbona di Parigi, e successivamente ebbe importanti incarichi pubblici nel suo paese. Nel 1946 emigrò negli Stati Uniti d'America; in passato aveva già avuto modo di conoscere quel paese dove si era recato per studiare con Joseph A. Schumpeter che lo indirizzò verso gli studi in economia. Fu professore di economia presso la Vanderbilt University di Nashville. La sua opera principale è The Entropy Law and the Economic Process pubblicata nel 1971.
Ha dato contributi fondamentali alla teoria del consumo e della produzione ed è ritenuto il fondatore della bioeconomia e della teoria della decrescita.

## Vita e carriera
La vita di Nicholas Georgescu-Roegen (nato Nicolae Georgescu) accompagna quasi tutto il XX secolo.

### Gioventù, adolescenza e educazione
Nicolae Georgescu nasce a Costanza, in Romania nel 1906 da una famiglia di umili origini. Suo padre, di origine greca, era un ufficiale dell'esercito. Sua madre, di etnia rumena, era un'insegnante di cucito presso una scuola femminile. Fu suo padre ad insegnargli a leggere, scrivere e far di conto, piantando nel ragazzo il seme della curiosità intellettuale. Sua madre, invece, fu per lui un esempio vivente del valore del duro lavoro e dell’impegno. Quando suo padre morì, dopo aver perso, tra l’altro, la sua posizione nell'esercito per motivi disciplinari, Nicolae aveva solo otto anni.

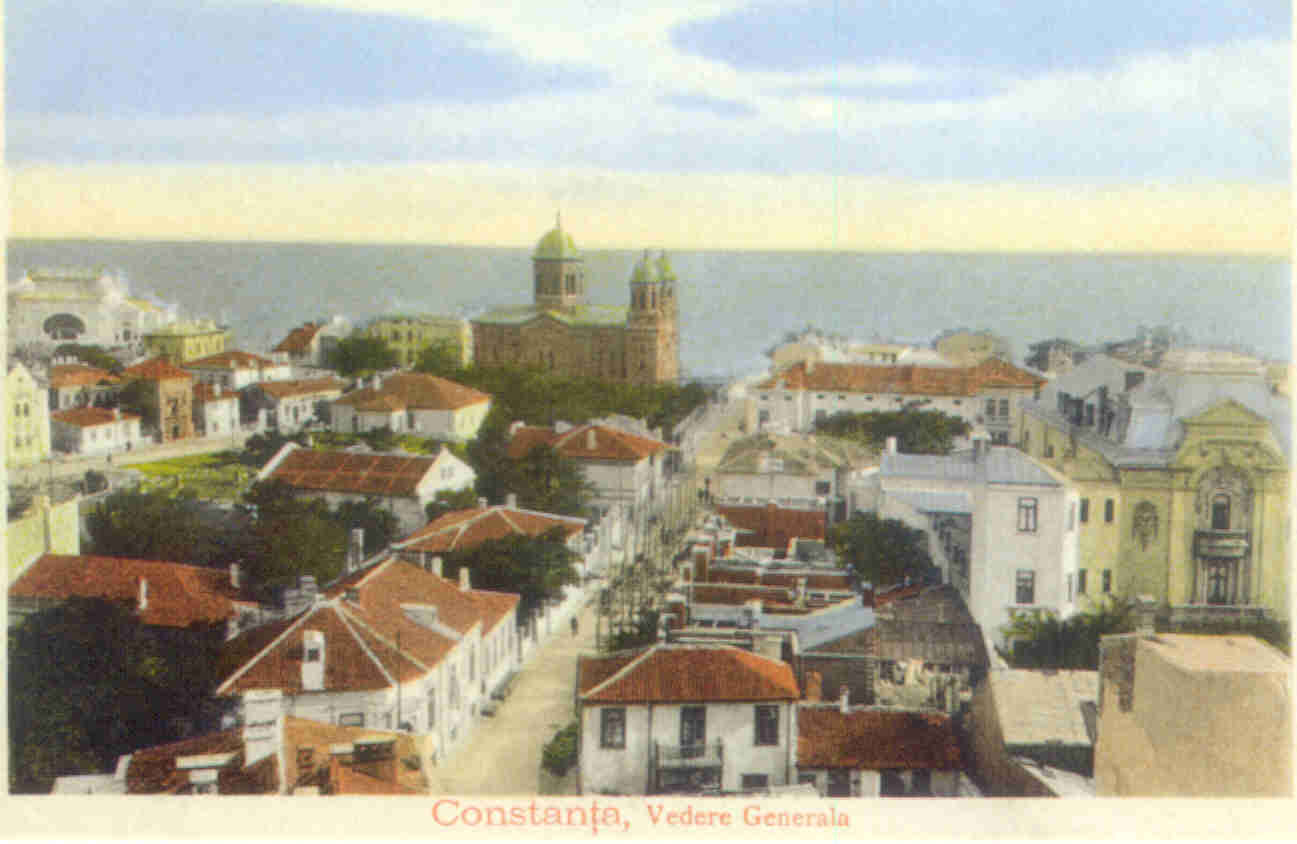
Città di Costanza nel 1909

Costanza era allora un piccolo porto sul Mar Nero con circa 25 000 abitanti. Il mix di varie culture e gruppi etnici che caratterizzava la città plasmò lo spirito cosmopolita di Nicolae fin dai suoi primi anni. La sua eccezionale attitudine per la matematica venne notata da uno dei suoi insegnanti, alla scuola primaria, e questi lo incoraggiò a far domanda per una borsa di studio al Lyceum Mânăstirea Dealu ("Liceo del Monastero della Collina"), un’accademia militare di impianto recente, a Constanza. Nicolae vinse la borsa di nel 1916, ma non poté frequentare subito la scuola a causa dell'ingresso della Romania nella prima guerra mondiale. La madre, ormai vedova, fuggì con la famiglia a Bucarest, la capitale del paese, dove rimase con la nonna materna di Nicolae fino alla fine del conflitto. In questa situazione di estrema sofferenza, Nicolae riusciva a malapena a stare al passo con i suoi studi, e fu il suo desiderio di diventare insegnante di matematica che lo indusse a non desistere.
Dopo la guerra Nicolae tornò nella sua città natale per frequentare il liceo. Gli standard di insegnamento erano alti, tanto che molti degli insegnanti, in seguito, proseguirono la loro carriera diventando professori universitari; la disciplina era ferrea, con esercizi in stile militare e uniformi. Agli studenti non veniva permesso di lasciare la scuola tranne che in estate e, brevemente, durante il periodo natalizio e pasquale. Nicolae si dimostrò uno studente eccellente, specialmente in matematica. In seguito, lodò l’ottima preparazione qui ricevuta, che gli sarebbe stata utile più tardi nella sua carriera, ma attribuì la colpa delle sue scarse abilità sociali alla disciplina e all'isolamento monastico del luogo, un problema che avrebbe reso burrascosi i suoi rapporti con conoscenti e colleghi durante tutta la sua vita.
Nicolae cambiò nome proprio durante il liceo, per evitare di essere confuso con un altro studente suo omonimo: aggiunse un’appendice al suo cognome, composta dalla prima e dall'ultima lettera del suo nome, più le prime quattro lettere del suo cognome, con tutte e sei le lettere messe nell'ordine inverso : NicolaE GEORgescu → ‘-Roegen'. Mantenne questa aggiunta per il resto della sua vita, e, più tardi, cambiò anche il suo nome nella forma francese e anglofona, “Nicholas".

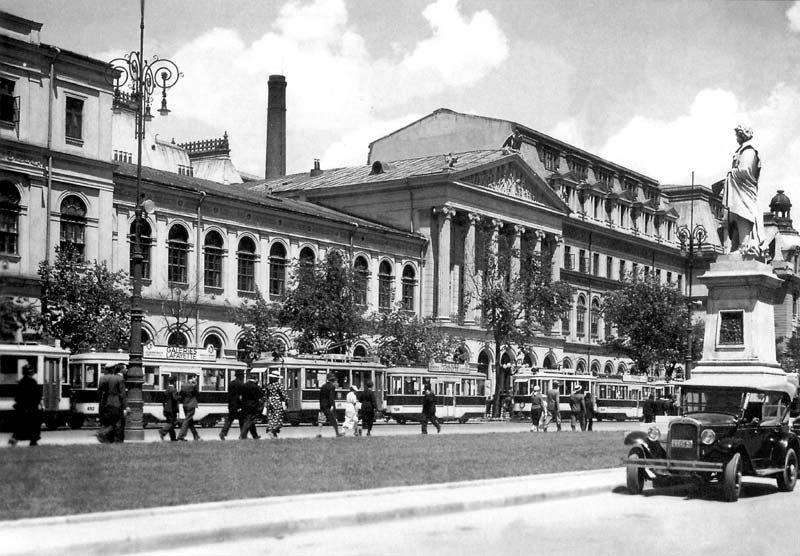
Università di Bucarest c. 1921

Georgescu-Roegen si diplomò nel 1923. Grazie ad una borsa di studio concessa ai ragazzi provenienti da famiglie povere, venne subito accettato all'Università di Bucarest, per proseguire gli studi di matematica. L’offerta didattica dell’Università era piuttosto convenzionale, e i metodi di insegnamento più o meno gli stessi a cui si era abituato al liceo, quindi non ebbe grosse difficoltà nell’intraprendere il suo nuovo percorso di studio. Inoltre, fu proprio all’Università che incontrò la donna che in seguito sarebbe diventata sua moglie, Otilia Busuioc. Per mantenersi agli studi, cominciò a dare lezioni private e ad insegnare in una scuola fuori città. Dopo la laurea con lode nel 1926, si iscrisse all'esame per il titolo di insegnante di scuola secondaria e poi accettò un incarico di insegnamento per un altro anno nel suo ex liceo a Constanta.
All'università, Georgescu-Roegen conobbe da vicino, essendo questi uno dei suoi professori, Traian Lalescu, un noto matematico del tempo, interessato in particolar modo all'applicazione di metodi matematici e statistici all’analisi economica. Lalescu incoraggiò Georgescu-Roegen a continuare i suoi studi all’estero. Georgescu-Roegen seguì presto questo consiglio: nel 1927 andò in Francia per studiare all'Istituto di Statistica dell’Università Sorbonne, a Parigi.

### Studi a Parigi e a Londra

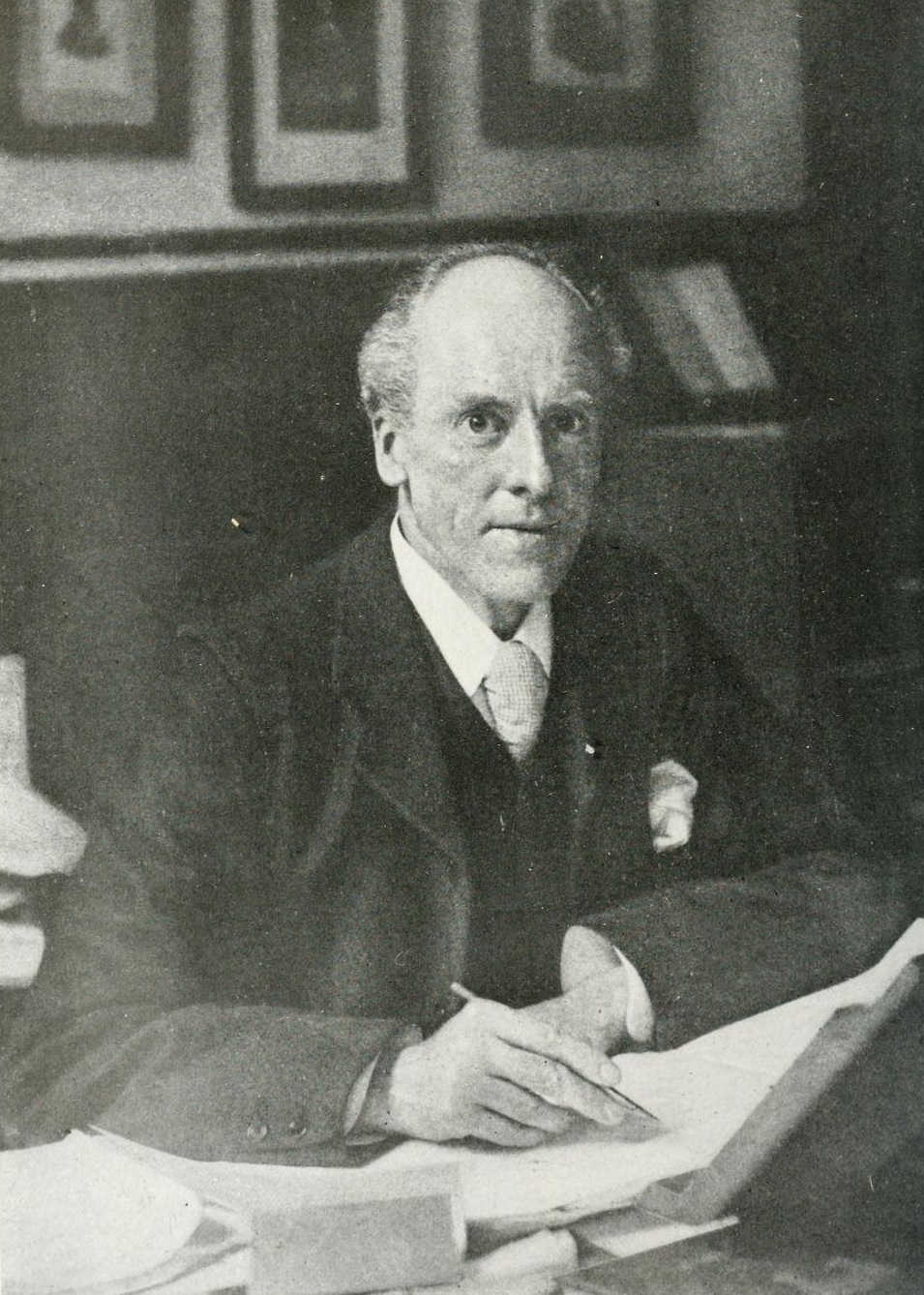
Il campo di interessi di Pearson coincideva con quello di Georgescu-Roegen.

Georgescu-Roegen a Parigi, non solo frequentò le lezioni dei migliori professori di statistica ed economia della Francia, ma s’immerse anche nello studio della filosofia della scienza, studiando in particolare le opere di Blaise Pascal, Ernst Mach e Henri Bergson. La vita quotidiana non era facile per uno studente straniero con modesti mezzi economici in una grande città.  Tuttavia, i suoi studi procedettero molto bene: nel 1930 Georgescu-Roegen discusse con successo la sua tesi di dottorato su come scoprire le componenti cicliche di un fenomeno. Émile Borel, uno dei professori di Georgescu-Roegen, fu entusiasta della tesi e la fece pubblicare per intero come numero speciale di una rivista accademica francese.
Mentre studiava a Parigi, Georgescu-Roegen venne a conoscenza del lavoro di Karl Pearson all'University College di Londra. Pearson era uno dei maggiori studiosi inglesi dell'epoca, con degli interessi molto affini a quelli di Georgescu-Roegen, vale a dire matematica, statistica e filosofia della scienza. Nel 1931 Georgescu-Roegen si trasferì in Inghilterra.
Quando si avvicinò a Pearson e al sistema universitario inglese, Georgescu-Roegen rimase stupito dall'informalità e dall'apertura che trovò: non si sentiva più un estraneo, come a Parigi. Studiare con Pearson per i successivi due anni e leggere il suo lavoro sulla filosofia della scienza, intitolato The Grammar of Science, plasmò ulteriormente la metodologia e la filosofia scientifica di Georgescu-Roegen. I due divennero amici e Pearson lo incoraggiò a proseguire i suoi studi di statistica matematica.
Durante gli studi a Londra, Georgescu-Roegen fu contattato da un rappresentante della Rockefeller Foundation, con sede negli Stati Uniti, che, visti i suoi brillanti risultati accademici, gli propose una borsa di ricerca negli USA. Georgescu-Roegen accettò la borsa ma rimandò il viaggio di circa un anno per poter tornare in Romania.

### Viaggio degli Stati Uniti, conoscenza di Schumpeter
Nell'autunno del 1934, Georgescu-Roegen andò ad Harvard e incontrò Joseph Schumpeter, il professore che teneva il corso dedicato ai cicli economici.

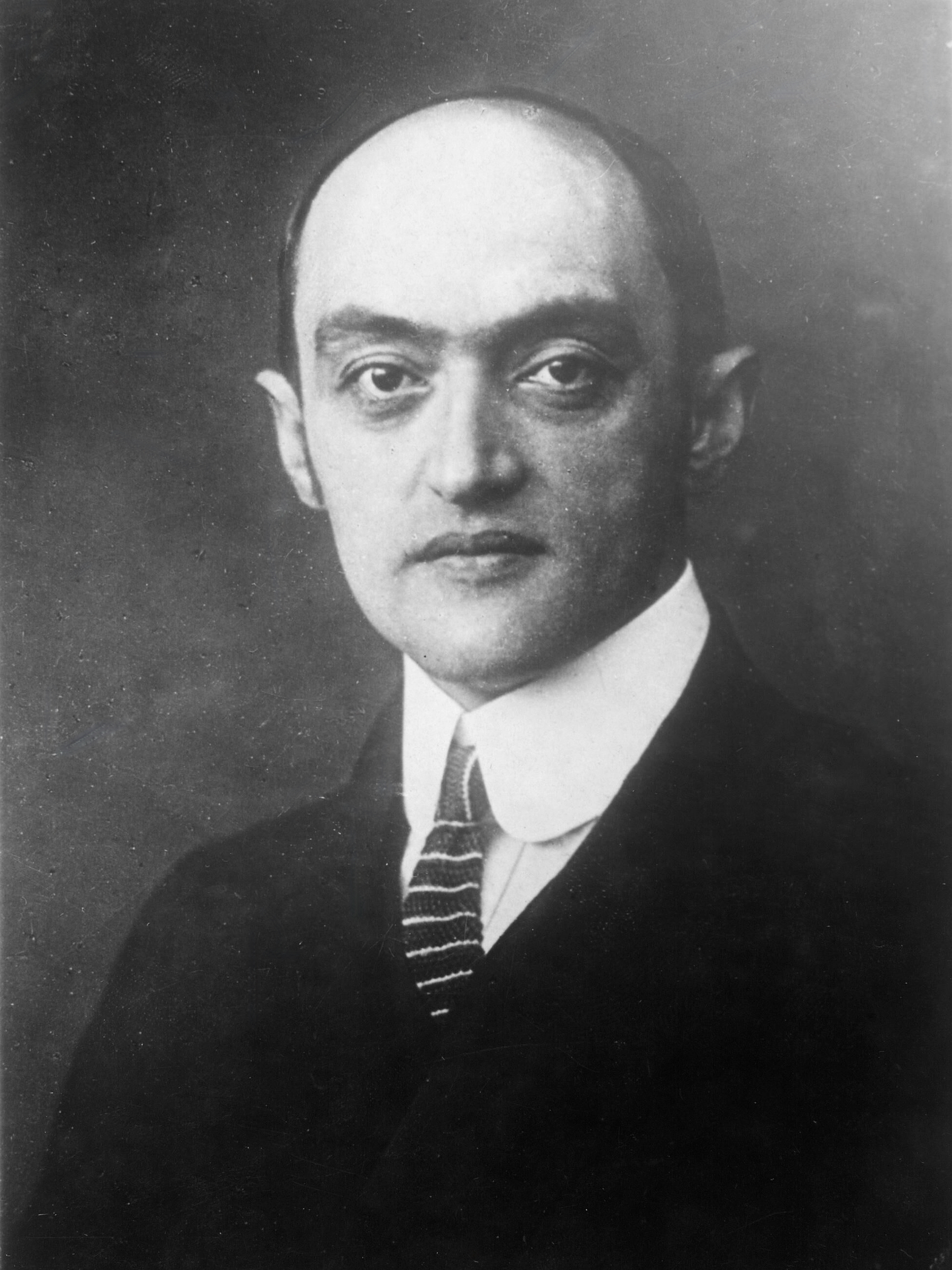
Schumpeter divenne il mentore di Georgescu-Roegen ad Harvard.

L'incontro con Schumpeter cambiò completamente la direzione della vita e la carriera di Georgescu-Roegen. Schumpeter introdusse Georgescu-Roegen nel famoso "circolo", uno dei gruppi più straordinari di economisti che abbiano mai lavorato nella stessa istituzione, tra i quali Wassily Leontief, Oskar Lange, Fritz Machlup e Nicholas Kaldor. Nel circolo Georgescu-Roegen trovò un ambiente intellettualmente stimolante, con Schumpeter che presiedeva gli incontri serali settimanali. Schumpeter fu per Georgescu-Roegen un mentore competente e disponibile. Fu così che, secondo le sue stesse parole, il giovane matematico rumeno diventò un economista: "Schumpeter mi ha trasformato in un economista ... La mia unica laurea in economia è della Universitas Schumpeteriana."
Ad Harvard, Georgescu-Roegen pubblicò quattro lavori importanti, ponendo le basi per le sue teorie del consumo e della produzione.
Georgescu-Roegen ebbe l’occasione di viaggiare negli Stati Uniti, arrivando fino alla California. Grazie ai contatti di Schumpeter, Georgescu-Roegen ebbe l'opportunità di incontrare Irving Fisher, Harold Hotelling e altri importanti economisti del tempo. Fece visita anche a Albert Einstein all'università di Princeton.
Schumpeter offrì a Georgescu-Roegen una posizione nella facoltà di economia e gli chiese di lavorare insieme su un trattato di economia. Georgescu-Roegen rifiutò perché desiderava tornare in Romania. Più tardi nella sua vita, Georgescu-Roegen rimpiangerà di aver rifiutato la generosa offerta di Schumpeter.
Nella primavera del 1936, Georgescu-Roegen lasciò gli Stati Uniti. Il suo viaggio di ritorno in Romania durò diversi mesi con soste in varie località europee:  tra l’altro, incontrò Friedrich Hayek e John Hicks alla London School of Economics.

### ‘L’esilio intellettuale’ rumeno e la fuga dalla Romania

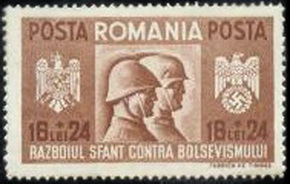
Durante la maggior parte della guerra, la Romania fu una potenza dell’Asse alleata con la Germania nazista.

Dal 1937 al 1948, Georgescu-Roegen visse in Romania, dove fu testimone della tragedia della seconda guerra mondiale e della successiva ascesa al potere dei comunisti nel Paese.  A Bucarest Georgescu-Roegen fu presto designato per diversi incarichi di responsabilità. Divenne vicedirettore dell’Istituto Centrale di Statistica. Fece parte del National Board of Trade, stabilendo accordi commerciali con le grandi potenze straniere. Inoltre partecipò alle trattative diplomatiche riguardanti la riassegnazione delle frontiere nazionali della Romania con l'Ungheria. Georgescu-Roegen divenne membro del Consiglio nazionale del Partito Nazionale dei Contadini. L'economia rumena era ancora sottosviluppata e basata in larga parte sull'agricoltura, e la gran massa dei contadini viveva nell'arretratezza e nella povertà. Georgescu-Roegen si adoperò affinché fossero approvate importanti riforme fondiarie per ridurre le gravi diseguaglianze nelle condizioni di vita della popolazione tra le città e le zone rurali.  Durante questo periodo non pubblicò nulla di rilevante. Anche se risiedeva nel suo paese natale, Georgescu-Roegen avrebbe in seguito denominato questo periodo della sua vita come un ‘esilio intellettuale’.
Alla fine della guerra, La Romania fu occupata dall'Unione Sovietica. Georgescu-Roegen fu nominato segretario generale della Commissione dell'Armistizio, responsabile della negoziazione delle condizioni di pace con la potenza occupante. Le trattative si trascinarono per un anno e mezzo.  La Romania era stata una potenza dell'Asse alleata della Germania nazista. L’obiettivo dei delegati sovietici era di ottenere dalla Romania indennità di guerra più alte possibile.
Con l’ascesa al potere dei comunisti la repressione politica si intensificò. Dopo un tentativo fallito di arrestarlo, Georgescu-Roegen capì che era tempo di fuggire dalla Romania. Con l'aiuto della comunità ebraica, che aveva aiutato durante l’Olocausto rischiando la vita, Georgescu-Roegen e sua moglie si procurarono dei documenti d'identità contraffatti e si nascosero nella stiva di una nave mercantile diretta in Turchia.  Attraverso la rete di contatti che aveva stretto nelle sue visite ufficiali in Turchia, Georgescu-Roegen fu in grado di informare Schumpeter e Leontief sulla sua situazione. Leontief offrì a Georgescu-Roegen una posizione ad Harvard e prese gli accordi necessari per l'arrivo della coppia negli USA.

### Il trasferimento negli Stati Uniti e gli anni alla Vanderbilt University
Goergescu-Roegen soggiornò per un periodo a Napoli in attesa del visto per gli Stati Uniti. Nell’estate del 1948 arrivò ad Harvard. Le circostanze erano però diverse rispetto agli anni '30: non era più un giovane promettente studioso in viaggio all'estero, sostenuto e sponsorizzato dal suo paese natio. Ora era un rifugiato politico di mezza età, fuggito da una dittatura comunista al di là della cortina di ferro. Fu comunque accolto ad Harvard. Ottenne un contratto temporaneo come docente e assistente di ricerca, collaborando con Wassily Leontief sul Progetto di Ricerca Economica di Harvard.

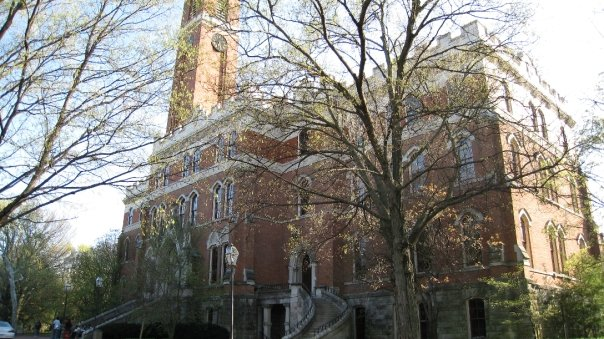
Vanderbilt University

Mentre lavorava ad Harvard, la Vanderbilt University  gli offrì la cattedra di professore di economia. Georgescu-Roegen accettò e nel 1949 si trasferì alla Vanderbilt di Nashville, in Tennessee. Georgescu Roegen lavorò a Vanderbilt University fino al suo pensionamento nel 1976 all'età di 70 anni.
Alla Vanderbilt University Georgescu-Roegen ottenne borse di ricerca internazionali e lavorò come redattore per varie riviste accademiche, tra cui Econometrica. Ricevette diversi riconoscimenti accademici, tra cui l'illustre Harvie Branscomb Award nel 1967. Nel 1971, lo stesso anno in cui venne pubblicato la sua opera più importante, vinse il premio come Membro illustre dell'American Economic Association.

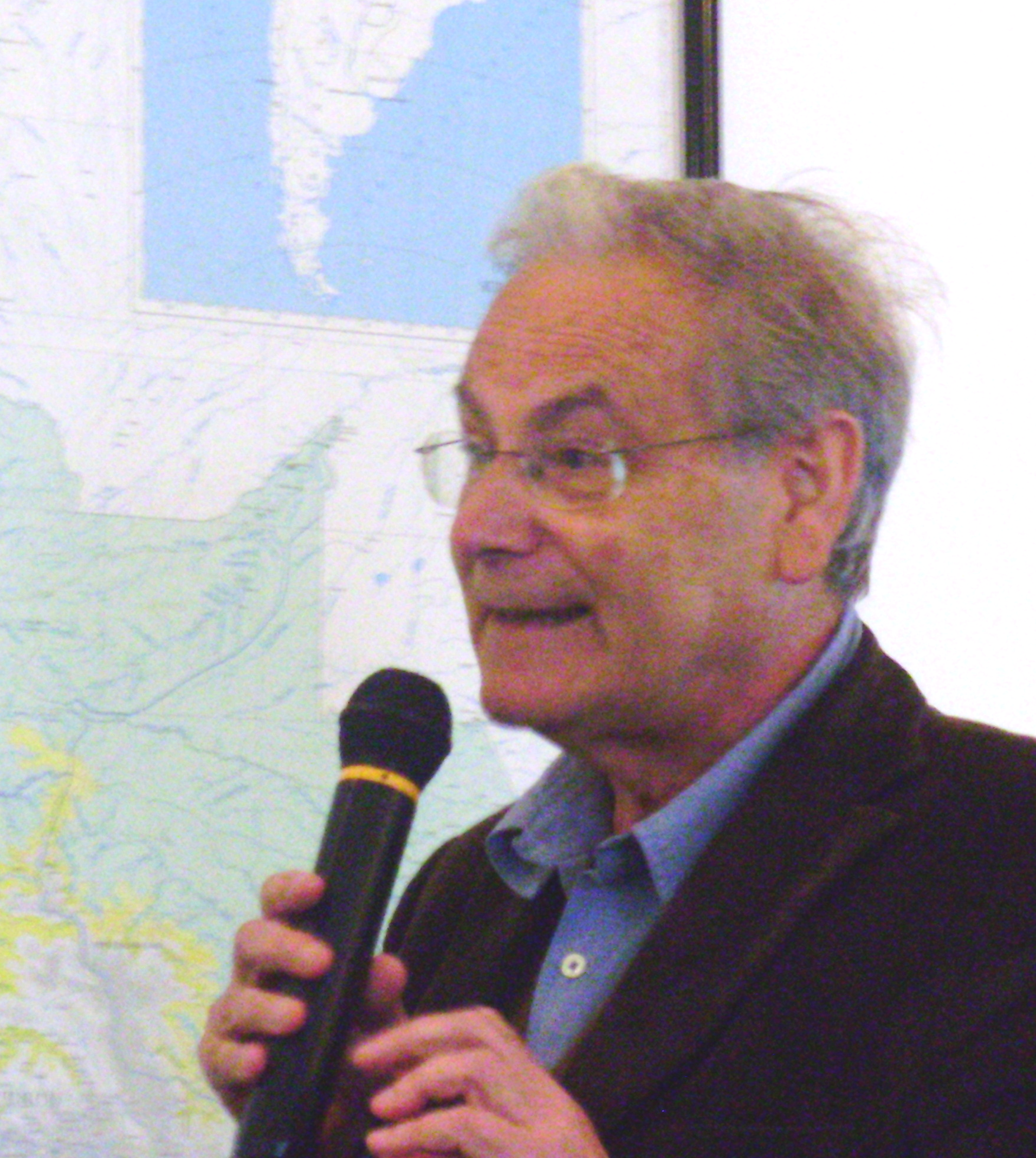
Martínez-Alier è stato una forza trainante sia per l'economia ecologica che per il movimento di decrescita.

Negli anni '70 Georgescu-Roegen ebbe una collaborazione di breve durata con il Club di Roma.
La relazione The Limits to Growth, pubblicata nel 1972 dal Club di Roma, ebbe una forte risonanza. Nelle accese polemiche che seguirono il rapporto, Georgescu-Roegen si trovò principalmente schierato con il Club. Ravvisando nel Club un alleato naturale, vi si avvicinò e ne divenne membro. Il lavoro teorico di Georgescu-Roegen esercitò un’importante influenza sul Club di Roma. Un altro importante risultato della cooperazione fu la pubblicazione dell'opera Miti energetici ed economici.
La cooperazione e l’amicizia con lo storico e filosofo francese Jacques Grinevald portò alla traduzione francese di una selezione di articoli di Georgescu-Roegen dal titolo Demain la décroissance: Entropie - Écologie - Économie ("Domani, la decrescita: entropia - ecologia – economia"), pubblicato nel 1979. L'articolo di Georgescu-Roegen Energia e miti economici ebbe un ruolo cruciale nella diffusione delle sue opinioni tra i successivi seguaci del movimento di decrescita.
Nel 1980 Georgescu-Roegen incontrò e fece amicizia con l'economista catalano Joan Martinez Alier che presto diventerà una forza trainante nella formazione sia della Società internazionale per l'economia ecologica sia del movimento della decrescita.
Il movimento di decrescita si è formato in Francia e in Italia nei primi anni 2000. Il primo esponente francese del movimento Serge Latouche ha attribuito a Georgescu-Roegen il merito di essere la "principale fonte teorica del modello di decrescita". Allo stesso modo, l'italiano Mauro Bonaiuti, studioso della decrescita, ha considerato il lavoro di Georgescu-Roegen come “uno dei capisaldi della prospettiva della decrescita".
Nel 1976, in occasione del pensionamento di Georgescu-Roegen, alcuni suoi colleghi organizzarono un simposio in suo onore. Gli articoli presentati furono più tardi raccolti in un'antologia in cui figurano contributi di quattro premi Nobel.

### Ritiro, anni successivi e morte
Dopo il 1976 Georgescu-Roegen continuò a lavorare in qualità di professore emerito a Nashville. Inoltre continuò a intrattenere una fitta corrispondenza con i suoi amici e colleghi.
Nel 1988, Georgescu-Roegen fu invitato a far parte del comitato editoriale della rivista accademica Ecological Economics, pubblicata dalla Società internazionale di economia ambientale. Georgescu-Roegen rifiutò l'invito perché considerava il giornale e la Società come sostenitori dei concetti di sviluppo sostenibile e stato stazionario, che lui aveva criticato.
Dopo la caduta del muro di Berlino e la successiva Rivoluzione romena nel 1989, Georgescu-Roegen fu eletto all’Accademia romena di Bucarest.
Nei suoi ultimi anni, il suo stato di salute peggiorò progressivamente portandolo a un pregressivo isolamento dalla comunità scientifica e dai suoi numerosi estimatori.  Morì nella sua casa all'età di 88 anni. Sua moglie Otilia sopravvisse per circa altri quattro anni. La coppia non ebbe figli. Nel necrologio di Georgescu-Roegen, Herman Daly ebbe parole di ammirazione per il suo insegnante e mentore, concludendo con "Ha preteso molto, ma ha dato di più".

## Pensiero economico e opere

### Il processo produttivo e il modello fondi–flussi
Georgescu-Roegen presentò il modello fondi-flussi nel 1965 alla conferenza dell’International Economic Association tenutasi a Roma. La sua analisi del processo produttivo, basata sul modello fondi-flussi, pone in evidenza il rapporto che intercorre tra efficienza economica e organizzazione della produzione grazie a una rappresentazione degli aspetti temporali e organizzativi dei processi produttivi. Secondo la definizione di Georgescu-Roegen, i flussi sono utilizzati in un solo processo come input, oppure emergono da un singolo processo come prodotto finito. Al contrario, i fondi forniscono i loro servizi in numerosi processi che si succedono nel tempo, entrando nel e uscendo dal processo produttivo.
Nell'approccio fondi-flussi, il processo di produzione è rappresentato dal seguente funzionale (relazione tra una funzione e un insieme di funzioni):
O(t) = Λ[G1(t), G2(t), ..., GI(t), F1(t), F2(t), ..., FH(t), U1(t), U2(t), ..., UK(t)],
dove O(t) è una funzione che descrive in ogni istante t la quantità cumulata di prodotto finale; Gi(t) è la funzione dell’i-esimo flusso di output di scarto che lascia il processo (i=1, 2, …, I); Fh(t) indica la funzione dell’h-esimo flusso di input (h=1, 2, …, H); infine Uk(t) è la funzione che indica il grado di utilizzo del fondo k-esimo (k=1, 2, …, K).
Lo studio del profilo temporale dell’impiego degli elementi di produzione permette di analizzare il modo in cui gli input e i processi, indivisibili e complementari, si combinano al fine di minimizzare i tempi d’inattività degli strumenti, aumentare il loro grado di utilizzo e ridurre la durata dei processi. In particolare, Georgescu-Roegen mette in evidenza come il modello fondi-flussi permetta di analizzare le differenze tra la produzione agricola, artigianale e industriale (sistema di fabbrica).
La dimensione dell'unità produttiva riflette la necessità di ridurre al minimo sia i tempi d’inattività sia il sottoutilizzo della capacità produttiva dei fondi, sincronizzando i vari processi e bilanciando le capacità produttive delle varie fasi. In presenza di fondi specializzati e indivisibili, tipici dei processi industriali, è spesso necessario raggiungere un elevato volume di produzione per rendere compatibili le diverse capacità produttive dei fondi e risolvere il problema di eventuali strozzature (bottleneck) da una fase all’altra del processo. Una volta stabilita una scala tale da eliminare i tempi di inutilizzo per i vari elementi fondo, qualsiasi espansione della capacità produttiva deve avvenire con salti discreti, vale a dire “secondo multipli interi della scala corrispondente alla piena utilizzazione della capacità produttiva”. Se questa regola non è rispettata, la produzione sarà condotta in modo meno efficiente e si avranno “cadute di efficienza al di là di certi livelli di aumento della produzione”.
Il sistema di fabbrica rappresenta proprio il tentativo di superare il problema dell’indivisibilità e complementarità, in modo da ridurre al minimo i periodi d’inattività dei vari elementi fondo. Secondo Georgescu-Roegen, il sistema di fabbrica, per questa proprietà straordinaria di raggiungere la massima economia di tempo, “merita di essere considerato insieme alla moneta come una delle due più importanti innovazioni economiche del genere umano”.
A partire dagli anni ’80 il modello fondi-flussi di Georgescu-Roegen è stato ripreso da numerosi economisti.  Nel 1992 Mario Morroni ha presentato uno sviluppo del modello fondi-flussi che consente la sua applicazione all’analisi empirica di casi aziendali. Questo modello è stato applicato a case studies riguardanti l’industria tessile, delle apparecchiature elettroniche per telecomunicazioni, delle calzature, l’industria e delle mattonelle per l’edilizia.

### La Legge dell’entropia e il processo economico
Georgescu-Roegen lavorò sulle idee presentate nella sua opera riguardante "La legge dell'entropia" per un periodo di circa vent'anni prima della pubblicazione finale. Le tre fonti di ispirazione più importanti sono state la monografia di Émile Borel sulla termodinamica e le idee di Joseph Schumpeter riguardanti il cambiamento evolutivo irreversibile del capitalismo.
Georgescu-Roegen sottolinea che nessuna delle due correnti del pensiero economico preminenti sulla scena mondiale fin dalla fine del XIX secolo - vale a dire la teoria neoclassica e il marxismo -  tenevano conto dell'importanza delle risorse naturali nell'economia umana. Di conseguenza, Georgescu-Roegen si trovò impegnato su due fronti in una battaglia intellettuale.

### L’importanza della termodinamica nell’economia
Georgescu-Roegen sostiene che qualsiasi scienza che si occupi del futuro dell'uomo, come la scienza economica, deve tener conto della ineluttabilità delle leggi della fisica, ed in particolare del secondo principio della termodinamica, secondo il quale a qualsiasi processo economico che produce merci materiali diminuisce la disponibilità di energia nel futuro e quindi la possibilità futura di produrre altre merci e cose materiali. Inoltre, nel processo economico anche la materia si degrada, ovvero diminuisce tendenzialmente la sua possibilità di essere usata in future attività economiche: una volta disperse nell'ambiente le materie prime precedentemente concentrate in giacimenti nel sottosuolo, queste possono essere reimpiegate nel ciclo economico solo in misura molto minore e a prezzo di un alto dispendio di energia.
Materia ed energia, quindi, entrano nel processo economico con un grado di entropia relativamente bassa e ne escono con un'entropia più alta. Da ciò deriva la necessità di ripensare radicalmente la scienza economica, rendendola capace di incorporare il principio dell'entropia e in generale i vincoli ecologici. La teoria della bioeconomia è poi stata tradotta nel sistema economico della decrescita dallo stesso Georgescu-Roegen.

### Il conflitto sociale
Georgescu-Roegen sostiene che la lotta economica dell'uomo per lavorare e procurarsi un sostentamento prende la forma di un conflitto sociale. Gerogescu-Roegen ritiene che il conflitto sociale non possa essere eliminato e lo mette in relazione all'evoluzione esosomatica dell'uomo.

### Pressione demografica
Georgescu-Roegen è fortemente pessimista sul futuro dell'umanità. La pressione demografica e il progresso tecnologico portano ceteris paribus alla fine dell'esistenza della specie umana, dal momento che entrambi i fattori causano un più rapido decumulo della riserva (di risorse minerarie) disponibile.

### Critica all'economia neoclassica
Georgescu-Roegen sostiene che la teoria neoclassica è inadeguata perché rappresenta l'economia come un sistema meccanico, circolare e chiuso. Egli afferma che l'economia neoclassica tende a trascurare, o, nel migliore dei casi, a travisare il problema di come allocare le risorse minerarie esauribili tra generazioni presenti e future. Georgescu-Roegen sottolinea che i meccanismi di mercato dell'offerta e della domanda sono sistematicamente incapaci di elaborare l'allocazione intergenerazionale, poiché le generazioni future non sono, e non possono essere, presenti nel mercato di oggi. Il fallimento del mercato ecologico è descritto da Georgescu-Roegen come "una dittatura del presente sul futuro". Queste tesi di Georgescu-Roegen sono state contestate da due importanti economisti e premi Nobel come Robert Solow e Joseph Stiglitz.

### Critica dell'economia dello stato stazionario di Daly
Georgescu-Roegen criticò il concetto di stato stazionario sviluppato negli anni ’70 da Herman Daly suo ex studente. Il concetto di stato stazionario dell'economia descrive un'economia composta da uno stock di ricchezza materiale costante (capitale artificiale) e uno stock costante di persone (popolazione); entrambi gli stock devono essere mantenuti da un flusso minimo di risorse naturali (o "throughput", come lo definisce).  Daly sostiene che questo stato economico sia necessario e desiderabile per contenere l’impatto umano e per creare maggiore equità allocativa tra generazioni presenti e future per quanto riguarda l'uso delle risorse minerarie. In diversi articoli, Georgescu-Roegen afferma che l'economia stazionaria di Daly non avrebbe rappresentato la salvezza ecologica per l'umanità perché la ricerca per l'estrazione di risorse minerarie è soggetta a rendimenti decrescenti. Nel corso del tempo, quindi, i costi di estrazione e i prezzi di mercato della quantità incrementale di risorse tenderanno ad aumentare.

## Premi e riconoscimenti

### Il premio Georgescu-Roegen
Ogni anno dal 1987, il Premio Georgescu-Roegen è assegnato dalla Southern Economic association al miglior articolo accademico pubblicato nel Southern Economic Journal.

### I premi annuali in onore di Georgescu-Roegen
Nel 2012 L'Istituto dell'energia e delle risorse di Nuova Delhi (India) ha istituito i Georgescu-Roegen Annual Awards. I premi vengono assegnati in base a due categorie: il premio per il "pensiero non convenzionale" è assegnato per il lavoro accademico, e il premio per la "pratica bioeconomica" è assegnato per le iniziative nella politica, le imprese e le organizzazioni popolari.
L'economista ecologico giapponese Kozo Mayumi, uno studente di Georgescu-Roegen nel 1984-88, fu il primo a ricevere il premio nella categoria "pensiero non convenzionale". Mayumi è stato premiato per il suo lavoro sull'analisi energetica e sulla teoria della gerarchia.